# Liisi (Estonie)
Liisi est une île d'Estonie.